# Area paesaggistica protetta del monte Matutum
L'Area paesaggistica protetta del monte Matutum (in lingua inglese: Mt. Matutum Protected Landscape) è un'area naturale protetta delle Filippine situata sulla grande isola di Mindanao nella parte più meridionale dell'arcipelago asiatico, nella Regione Autonoma nel Mindanao Musulmano. L'area protetta venne istituita il 20 marzo 1995 con decreto No. 552, s. 1995 dell'allora presidente delle Filippine Fidel Valdez Ramos e occupa una superficie di 15 600 ettari.
L'area occupa il Monte Matutum, vulcano attivo a nord della città di General Santos, e fa parte delle cinque aree protette della regione XII iscritte nella lista rilasciata dal DENR, il Ministero filippino dell'Ambiente e delle Risorse Naturali.

## Fauna
Nell'area protetta, principalmente in alcune spedizioni scientifiche condotte negli anni Sessanta, è stata registrata la presenza  di molte specie di uccelli minacciate: in particolare si tratta di specie che abitano aree forestali di montagna che si ritiene possano ancora essere presenti sul Monte Matutum. Fra queste il codaracchetta di Mindanao (Prioniturus waterstradti), Dicaeum proprium, Dicaeum nigrilore, Lophozosterops goodfellowi e Actenoides hombroni. Il Matutum è anche l'unico luogo ove sia presente Ficedula hyperythra matutumensis, che proprio dal monte prende il nome.